# Deponens
Ein Deponens (Pl. Deponentia, Deponentien oder Deponenzien; vom lateinischen dēpōnere ‚ablegen, weglegen‘) ist ein Verb, das nur in Passivformen existiert, dabei aber aktive Bedeutung hat. Seine passive Bedeutung hat es nach antiker und neuzeitlicher Sichtweise bildlich „abgelegt“. Deponentien sind Reste einer Diathese zwischen Aktiv und Passiv, was sich auch darin zeigt, dass viele lateinische, griechische und skandinavische Deponentien deutschen Verben mit einer reflexiven Bedeutung („sich …“) entsprechen. Auch eine gewisse Teilklasse der reflexiven Verben kann als Spielart einer eigenen Diathese Medium aufgefasst werden.
Die Deponentien spielen im Alt- und Neugriechischen, im Lateinischen, im Altirischen und in den skandinavischen Sprachen eine Rolle. Im Altgriechischen sind zudem passivische und mediale Deponentien zu unterscheiden. Das Latein, das kein Medium mehr kennt, verfügt wie das Neugriechische nur über passivische Deponentien.
Bis auf das PPA und das PFA existieren keine aktiven Formen, weil ihre Bedeutung durch die passiven Formen abgedeckt wird. Die einzige Form mit passiver Bedeutung ist das Gerundivum.

## Beispiele von lateinischen Deponentien
- arbitrāri, arbitror, arbitratus sum = glauben, meinen
- complēcti, complector, complexus sum = umarmen, umfassen
- conāri, conor, conātus sum = versuchen
- cunctāri, cunctor, cunctatus sum = zögern
- experīrī, experior, expertus sum =  erfahren, erproben, versuchen
- fruī, fruor, fructus sum (mit Abl.) = etwas genießen
- fungī, fungor, functus sum (mit Abl.) = etwas verrichten, vollbringen, verwalten, ausüben
- gradī, gradior, gressus sum = gehen, schreiten
- hortāri, hortor, hortatus sum = ermahnen, auffordern
- intuērī, intueor, intuitus sum = anschauen, betrachten
- laetāri, laetor, laetatus sum = sich freuen / erfreut sein
- lamentāri, lamentor, lamentatus sum = beklagen, jammern
- loquī, loquor, locutus sum = sprechen, reden
- nītī, nītor, nīsus (nīxus) sum = sich stützen auf, klettern, streben
- oblīvīscī, oblīvīscor, oblītus sum = etwas vergessen
- potīrī, potior, potītus sum (mit Abl.) = sich bemächtigen
- pollicēri, polliceor, pollicitus sum = versprechen
- proficīscī, proficīscor, profectus sum = aufbrechen, marschieren
- (con-, per-)sequī, sequor, secutus sum (mit Akk.) = jemandem folgen, etwas befolgen, begleiten
- trahi, trahor, tractus sum = etwas ziehen
- utī, utor, usus sum (mit Abl.) = (be)nutzen, gebrauchen, anwenden
- vidērī, videor, vīsus sum = erscheinen
- verērī, vereor, veritus sum = fürchten

Beispiele für lateinische Semideponentien:
- fidere, fido, fīsus sum = trauen
- fierī, fio, factus sum = werden, entstehen, gemacht werden (Passivstamm zu facere)
- audēre, audēo, ausus sum = wagen
- gaudēre, gaudēo, gavīsus sum = sich freuen
- solēre, solēo, solitus sum = gewöhnlich (tun), pflegen
- confidere, confido, confīsus sum = vertrauen
- diffidere, diffido, diffīsus sum = misstrauen, zweifeln
- revertī, revertor, revertī, reversus = zurückkehren (auch revertere, revertō, revertī, reversus)

## Beispiele von altgriechischen Deponentien
Im Altgriechischen ist der Gebrauch von Deponentien sehr häufig. Die Unterscheidung von medialen Deponentien (deponentia media, DM) und passivischen Deponentien (deponentia passiva, DP) ist im Aorist durchzuführen (im Präsens sind Medium und Passiv gleich).
Mediale Deponentien:
- φαίνομαι (Medium von φαίνω = zeigen) = (sich zeigen) scheinen
- παύομαι (Medium von παύω = beendigen) = aufhören
- μάχομαι = kämpfen (Aorist : ἐμαχεσάμην)

Die meisten DM können zusätzlich passive Formen mit passivischer Bedeutung bilden, nämlich einen Passivaorist auf -θην mit zugehörigem Futur, und sie können ihr Perfekt aktivisch wie passivisch gebrauchen. Ein Beispiel hierfür ist
- αἰτιάομαι = beschuldigen (Aorist medium : ᾐτιασάμην = Ich beschuldigte; Aorist passiv : ᾐτιάθην = Ich wurde beschuldigt)

Passivische Deponentien
- ὀργίζομαι = zornig werden (Aorist : ὠργίσθην)
- ἡττάομαι = unterliegen (Aorist : ἡττήθην)
- ἥδομαι = sich freuen (Aorist : ἥσθην)

## Beispiele von neugriechischen Deponentien
- έρχομαι = kommen
- στέκομαι = stehen
- κάθομαι = (sich) setzen
- σκέφτομαι = überlegen, denken
- αισθάνομαι = empfinden, sich fühlen
- κοιμάμαι = schlafen

Griechische Deponentien entstammen überwiegend dem semantischen Bereich der geistigen Tätigkeit, des Empfindens oder des körperlichen Verhaltens und der Bewegung.

## Beispiele von skandinavischen Deponentien
- att hoppas (schwedisch) = hoffen
- at synes (dänisch) =  scheinen
- å finnes, å finnast (norwegisch Bokmål, Nynorsk) = existieren
- að eldast (isländisch) = altern

Die Deponentien der skandinavischen Sprachen gehen auf das altnordische Mediopassiv zurück, einer Form, die aus der Enklise des Reflexivpronomens sik „sich“ entstanden war.